# كارلو دوق كالابريا

شعار آل أنجو نابولي.

كارلو دوق كالابريا (1298 - 9 نوفمبر 1328) كان ابنًا للملك روبيرتو من نابولي ويولاندا من أراغون. من أبنائه كارلو مارتلو دوق كالابريا وجوفانا الأولى ملكة نابولي.